# Oscar Gustave Rejlander
Oscar Gustave Rejlander (Stoccolma, 1813 – Londra, 18 gennaio 1875) è stato un fotografo e pittore svedese.

## Biografia
Figlio di un ufficiale dell'esercito svedese, studia arte a Roma per poi stabilirsi, dal 1840, nella città inglese di Lincoln. Negli anni quaranta dell'800 si avvicina alla nuova arte della fotografia e apre uno studio fotografico a Wolverhampton. Nel corso degli anni successivi apprende la tecnica del collodio umido, iniziando a produrre immagini ancora poco convenzionali per l'epoca, alcune di contenuto esplicitamente erotico, nelle quali sono ritratti anche ragazzi di strada e giovanissime prostitute.

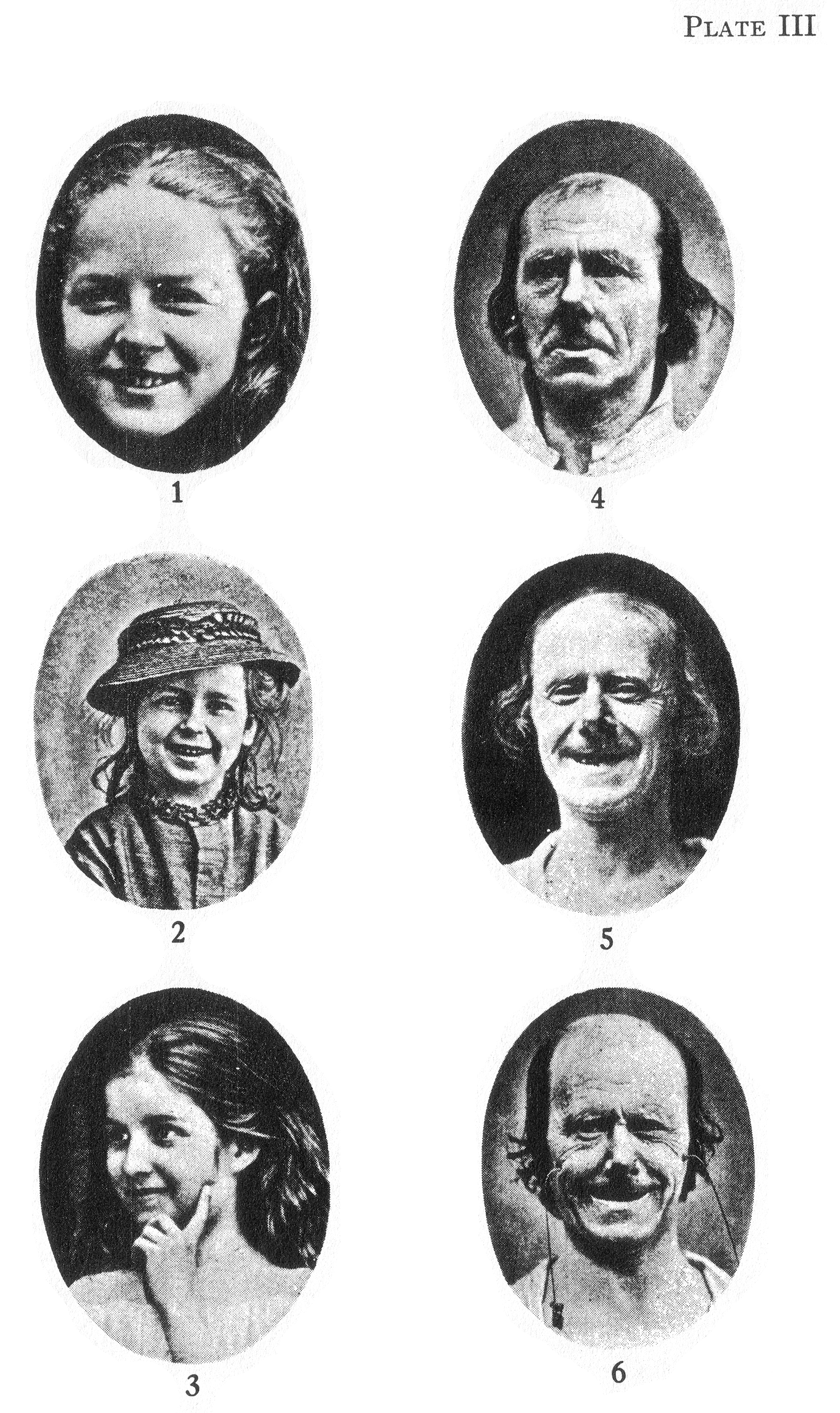
Emozioni facciali, illustrazione de L'espressione delle emozioni negli animali e nell'uomo di Charles Darwin

Nel 1855 partecipa all'Esposizione universale di Parigi, ma la notorietà arriva nel 1857 con l'opera denominata The Two Ways of Life. Rejlander era stato uno dei primi a sperimentare la tecnica del fotomontaggio ed è in questo modo che realizza quest'opera sopracitata: un'immagine di 30 x 16 pollici, (cm 76 x 40 circa), ottenuta dalla stampa di trentadue diversi negativi. Si tratta di una composizione ispirata dal dipinto di Raffaello, la Scuola di Atene, nella quale vengono raffigurati due diversi modi di vita: da un lato la saggezza, la religione, l'operosità e la virtù, dall'altro il gioco d'azzardo, il vino, la dissolutezza e la sensualità. Viene esposta per la prima volta a Manchester e viene apprezzata dalla regina Vittoria che ne acquista una copia da regalare al principe Alberto. In questo periodo stringe amicizie importanti con altri illustri personaggi dell'epoca e pionieri della fotografia come Julia Margaret Cameron e Lewis Carroll.
Nel 1862 sposa Mary Bull, una sua modella di ventiquattro anni più giovane, che aveva fotografato fin dai tempi di Wolverhampton, quando la ragazza aveva 14 anni. Nel 1872 alcune sue foto vengono utilizzate per illustrare il trattato di Charles Darwin, The Expression of the emotions in man and animals.
Vive gli ultimi anni in condizioni di quasi povertà; nel 1874 si ammala gravemente e il 18 gennaio 1875 muore a Clapham, nei pressi di Londra.